# Andreas Schockenhoff

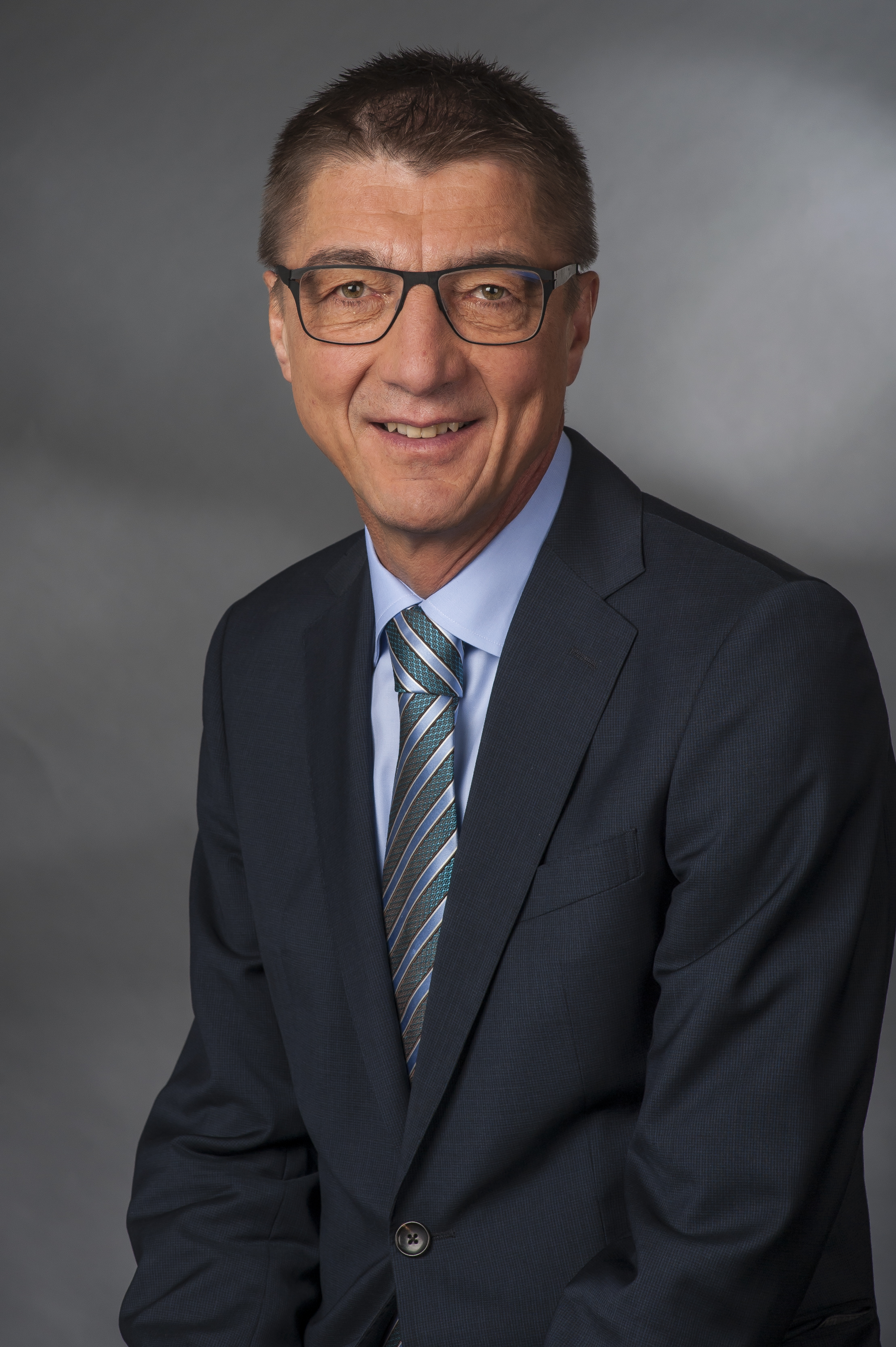
Andreas Schockenhoff (2014)

Andreas Schockenhoff (* 23. Februar 1957 in Ludwigsburg; † 13. Dezember 2014 in Ravensburg) war ein deutscher Politiker der CDU und von Dezember 1990 bis zu seinem Tod Mitglied des Deutschen Bundestages. Bei der Bundestagswahl 2013 wurde er zum siebten Mal in Folge per Direktmandat für den Bundestagswahlkreis Ravensburg in den Deutschen Bundestag gewählt.

## Leben

### Ausbildung und Beruf
Nach dem Abitur 1976 am Friedrich-Schiller-Gymnasium Ludwigsburg absolvierte Schockenhoff ein Studium der Romanistik, Germanistik und Geschichte in Tübingen und Grenoble. Während seines Studiums wurde er Mitglied der KStV Alamannia Tübingen im KV. Anschließend war er von 1982 bis 1984 Referendar für das Lehramt an Gymnasien. 1985 erfolgte seine Promotion zum Dr. phil. mit der Arbeit Henri Albert und das Deutschlandbild des Mercure de France 1890–1905 an der Eberhard Karls Universität Tübingen. Danach war er bis 1990 Lehrer am Freien Katholischen Gymnasium im Bildungszentrum St. Konrad in Ravensburg.

### Parteilaufbahn
Nachdem er schon als Schüler 1973 in die Junge Union eingetreten war, wurde er 1982 Mitglied der CDU. Von 2000 bis 2011 war er Vorsitzender des CDU-Bezirksverbandes Württemberg-Hohenzollern und gehörte dem Präsidium und dem Landesvorstand der CDU Baden-Württemberg an.

### Abgeordnetentätigkeit
Schockenhoff wurde erstmals bei der Bundestagswahl am 2. Dezember 1990 in den Deutschen Bundestag gewählt. 1994 wurde er Vorsitzender der deutsch-französischen Parlamentariergruppe und blieb es bis zu seinem Tod.
Von 1998 bis 2005 – während dieser Zeit regierte eine rot-grüne Koalition unter Gerhard Schröder – war er stellvertretender außenpolitischer Sprecher der CDU/CSU-Bundestagsfraktion. Am 29. November 2005, kurz nach der Bundestagswahl 2005, wurde er zum Stellvertretenden Vorsitzenden der CDU/CSU-Bundestagsfraktion für die Bereiche Außen, Verteidigung und Europa gewählt. Ab 2006 fungierte Schockenhoff zudem als Koordinator der Bundesregierung für die deutsch-russische zwischengesellschaftliche Zusammenarbeit; nach der Bundestagswahl 2013 wurde er in dieser Funktion Anfang 2014 von Gernot Erler (SPD) abgelöst.
Schockenhoff zog stets als direkt gewählter Abgeordneter des Bundestagswahlkreises Ravensburg–Bodensee in den Bundestag ein. Bei der Bundestagswahl 2005 erhielt er 49,6 % der Erststimmen. Am 27. Juni 2008 wurde Schockenhoff von der CDU-Mitgliederversammlung des neuen Wahlkreises Ravensburg (jetzt ohne Bodenseekreis, aber dafür mit fast allen Gemeinden des Landkreises Ravensburg) mit 58,3 % der Stimmen als Direktkandidat für die Bundestagswahl 2009 nominiert. Dort erhielt er 44,8 % der Erststimmen und damit das Direktmandat des Wahlkreises. 2013 zog er mit 51,6 % der Erststimmen in den Bundestag ein. Nach seinem Tod rückte Ronja Kemmer (damals noch Ronja Schmitt) in sein Mandat nach.

### Privates
Andreas Schockenhoff war ein Bruder des Moraltheologen Eberhard Schockenhoff (1953–2020). Er war katholisch und hatte drei Kinder. Seine erste Ehefrau erlag 2002 einem Krebsleiden; seine zweite Ehe wurde 2011, seine dritte 2013 geschieden. Schockenhoff wohnte bis zuletzt in Ravensburg.

### Alkoholkrankheit
1995 und 1998 wurde Schockenhoff mit Verkehrsunfällen unter Alkoholeinfluss aktenkundig. Anfang 1998 kam Schockenhoff mit seinem Auto bei winterlichen Verhältnissen von der Straße ab und erhielt wegen der Fahrt in angetrunkenem Zustand ein Fahrverbot. Nach einem Bericht des Kölner Stadt-Anzeigers wurden die alkoholisierten Autofahrten Schockenhoffs zweimal im Immunitätsausschuss des Deutschen Bundestages behandelt. Schockenhoff selbst bestätigte einen Vorfall in den 1990er Jahren.
2011 beging er Unfallflucht nach einem Unfall mit einem parkenden Pkw. Die Polizei traf ihn noch am selben Abend in seiner Wohnung alkoholisiert an und veranlasste eine Blutentnahme. Nach Aufhebung der politischen Immunität leitete die Staatsanwaltschaft Ravensburg am selben Tag ein Ermittlungsverfahren gegen Schockenhoff wegen des Verdachts der Gefährdung des Straßenverkehrs sowie des unerlaubten Entfernens vom Unfallort und Trunkenheit im Verkehr ein; außerdem wurde ihm am selben Tag die Fahrerlaubnis vorläufig entzogen. Ende November 2011 erließ das Amtsgericht Ravensburg einen Strafbefehl wegen „unerlaubten Entfernens vom Unfallort und Trunkenheit im Verkehr“ in Höhe von 60 Tagessätzen, womit Schockenhoff nicht als vorbestraft galt. Darüber hinaus wurde Schockenhoff die Fahrerlaubnis für weitere sieben Monate entzogen. Unter Berücksichtigung des von Schockenhoff angegebenen und „nicht ausschließbaren Nachtrunks‘“ sei davon auszugehen, dass Schockenhoff zur Tatzeit eine Blutalkoholkonzentration von mindestens 1,18 Promille gehabt habe, womit der Grenzwert der absoluten Fahruntüchtigkeit von 1,1 Promille überschritten war.
Am 7. Juli 2011 machte Schockenhoff seine Alkoholkrankheit bekannt und fügte hinzu, dass er sich einer stationären Therapie unterziehen werde. Um sie in den Griff zu bekommen, absolvierte Schockenhoff eine vierwöchige „tiefen- und verhaltenspsychologische Therapie“, die er ambulant fortsetzen wollte. Ihm zufolge seien seine Blutwerte „relativ gut“ und „die körperliche Abhängigkeit noch nicht weit fortgeschritten gewesen“, so dass er „keine Entgiftung machen oder Medikamente“ habe nehmen müssen.

### Tod
Schockenhoff starb in der Nacht zum 14. Dezember 2014 in seiner Heimatstadt. Er hatte sich in der Sauna seines Hauses durch Verbrühung Verbrennungen ersten und zweiten Grades zugezogen. Das Amtsgericht Ravensburg ordnete eine Obduktion an, die ergab, dass Schockenhoff eines natürlichen Todes starb. Schockenhoff wurde am 19. Dezember 2014 auf dem Hauptfriedhof Ravensburg beigesetzt.

### Posthumes
2017 wurde ihm posthum die Robert-Schuman-Medaille verliehen.
Im Mai 2019 fand der erste Vortrag in der Reihe „Schockenhoff-Lectures“ statt. Er wurde von Bundeskanzlerin Angela Merkel gehalten.

## Politische Positionen

### Kampfeinsatz der Bundeswehr in Mali
Im Januar 2013 erklärte Schockenhoff als erster deutscher Politiker öffentlich, dass gegebenenfalls ein Kampfeinsatz der Bundeswehr im Rahmen der Opération Serval in Mali erforderlich werde.

### Beschaffung von Drohnen für die Bundeswehr
Schockenhoff befürwortete die Beschaffung von Drohnen für die Bundeswehr. Im Juni 2013 verteidigte er die Rolle von Bundesverteidigungsminister Thomas de Maizière bei dem Skandal um die Beschaffung von Drohnen für die Bundeswehr.

### Kontroverse um Volker Beck (2006)
Im Mai 2006 nahm der Grünen-Abgeordnete Volker Beck an einer nicht genehmigten Bürgerrechtsdemonstration von Lesben und Schwulen in Moskau teil. Dabei wurde er durch Steinwürfe und Schläge, die von Gegnern der Demonstration ausgingen, verletzt. Hierzu erklärte Schockenhoff: „Man muss sich auf die politische Ordnung eines Gastlandes einstellen“. Er mutmaßte: „Beck wollte eine Schlagzeile für sich“. Beck „könne sich nicht beklagen, dass ihm der notwendige Schutz“ durch die russische Polizei „nicht gewährleistet werde“. Diese Äußerung Schockenhoffs wurde von Vertretern aller im Bundestag vertretenen Parteien (zum Teil heftig) kritisiert. Auch Bundeskanzlerin Angela Merkel distanzierte sich Medienberichten zufolge von Schockenhoffs Äußerungen. Beck selbst entgegnete ihm: „Hätten sich die Bürger in Polen oder in der DDR an die politische Ordnung ihres Landes gehalten, dann hätten wir da heute noch kommunistische Diktaturen.“
Der Antrag der Fraktion Bündnis 90/Die Grünen (Juni 2006), das Amt des Koordinators der Bundesregierung für deutsch-russische Zusammenarbeit neu zu besetzen (Drs. 16/1885), wurde mit 128:410:20 Stimmen abgelehnt. Alle Abgeordneten der Grünen, ein Großteil der FDP-Fraktion und der Fraktion Die Linke sowie drei Abgeordnete der SPD-Fraktion stimmten für den Antrag.

### Außenpolitisches Engagement
Nachdem Schockenhoff 2006 Koordinator der damaligen Bundesregierung (Kabinett Merkel I, große Koalition) für die deutsch-russische zwischengesellschaftliche Zusammenarbeit geworden war, äußerte er sich deutlicher als viele andere Politiker zu Zuständen und Entwicklungen in Russland, die er für Missstände und Fehlentwicklungen hielt.
Zeitweise wurde er von der russischen Führung nicht empfangen, was einem diplomatischen Affront gleichkam. Die SPD und einzelne Unionspolitiker drängten deshalb Ende 2013 – nach der Bildung der erneuten großen Koalition (Kabinett Merkel III) darauf, einen anderen Koordinator zu wählen.
Am 21. November 2013 begann in der Ukraine eine Protestphase (im Westen als Euromaidan bekanntgeworden, in der Ukraine rückblickend Revolution der Würde genannt), die am 21./22. Februar 2014 mit der Flucht und der Absetzung des Präsidenten endete.
Dieser Phase folgten die Annexion der Krim durch Russland und die Destabilisierung durch einen bewaffneten Konflikt in zwei östlichen Oblasten der Ukraine, die beide zum Zeitpunkt seines Todes noch anhielten.
Während andere Politiker der großen Koalition vor einer Verschärfung des Konflikts mit Russland warnten, forderte Schockenhoff, der Westen dürfe sich von Wladimir Putin nicht erpressen lassen und auch nicht den Völkerrechtsbruch durch Russland in irgendeiner Form anerkennen. Solange Putin die russischen Soldaten und Waffen nicht aus der Ukraine zurückziehe, dürfe der Westen die verhängten Sanktionen nicht aufweichen oder zurücknehmen; er solle sie eher verschärfen.
Am 1. Juli 2014 veröffentlichte Schockenhoff zusammen mit dem Vorsitzenden der Deutsch-Ukrainischen Parlamentariergruppe, Karl-Georg Wellmann, dazu ein Positionspapier.
Des Weiteren war er im Kuratorium des Deutsch-Aserbaidschanischen Forums.